# إبراهيم أباد جديد
إبراهيم أباد جديد هي قرية في مقاطعة بارس أباد، إيران. عدد سكان هذه القرية هو 2,006 في سنة 2006.